# Joris August Verdonkschot

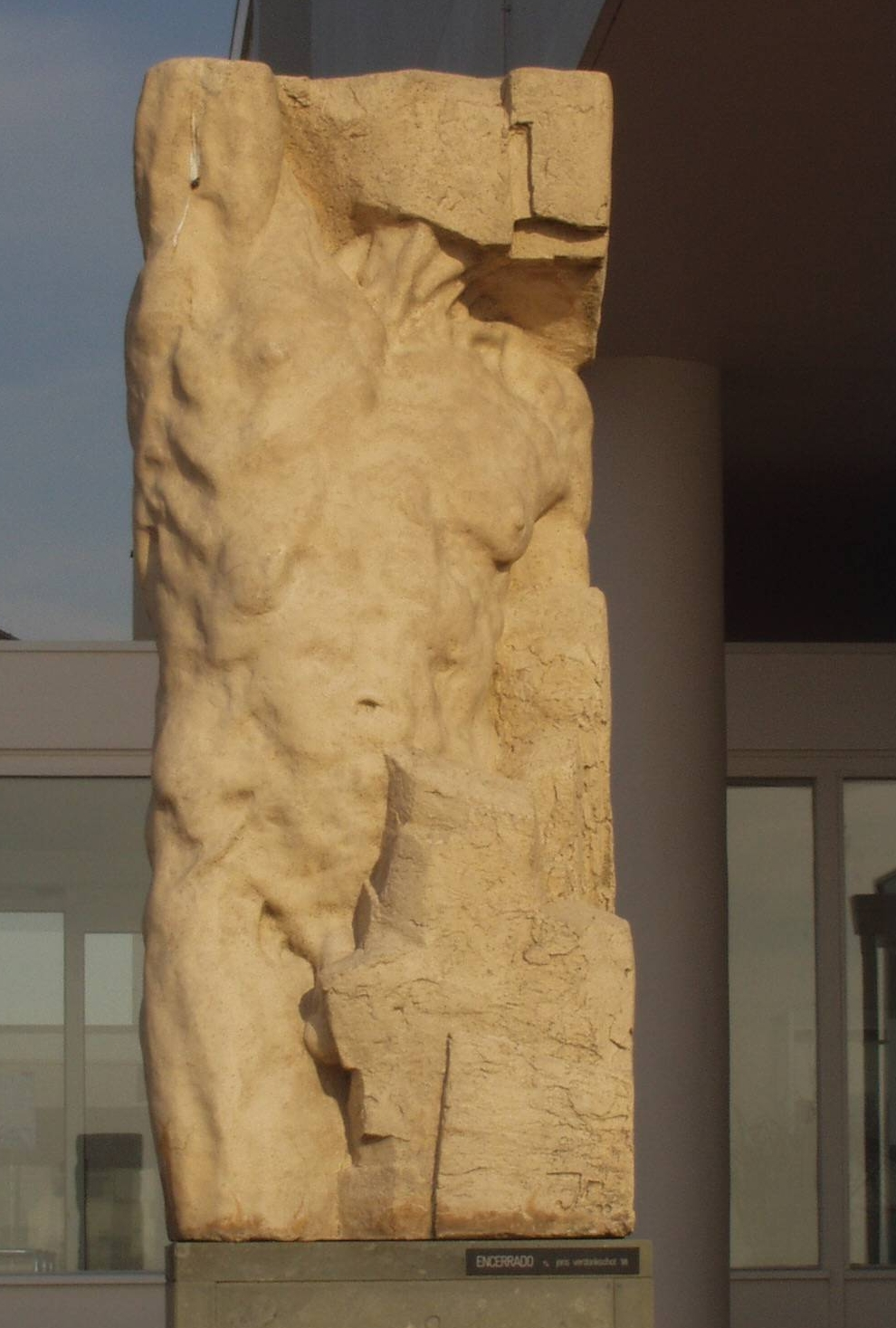
Encerrado (1998), Noordwijk

Joris August Verdonkschot (Heemstede, 1947) is een Nederlands beeldhouwer, cineast, fotograaf en dichter.

## Leven en werk
Verdonkschot werd opgeleid aan de Nederlandse Filmacademie. In 1969 startte hij zijn eigen filmproductiebedrijf. Hij maakte diverse korte speel- en dansfilms. Hij studeerde Rechten aan de Universiteit Utrecht (1975) en Cultuurwetenschappen (1990) aan de Vrije Universiteit in Amsterdam. In 1986 legde hij zich toe op studiofotografie. 
Begin jaren negentig kwam hij in Museum Bargello in Florence in aanraking met de klassieke beeldhouwkunst en het werk van onder anderen Cellini. Het inspireerde hem om zelf met was aan de slag te gaan. Hij volgde lessen bij Karel Gomes (1993-1996). In 1995 had hij zijn eerste expositie als beeldhouwer. In 1997 richtte Verdonkschot het Haarlems Beeldhouwatelier op. In 2010 werd hem een gastdocentschap aangeboden op de Repin Academie in Sint Petersburg. Vanaf 2017 publiceerde hij een aantal gedichtenbundels. In 2022 had Verdonkschot zijn eerste expositie met zijn fotowerken. In 2023 was hij curator van de expositie 'Found in translation' in de Toonzaal in Haarlem. 
Verdonkschot heeft een oeuvre van 180 expressieve bronzen beelden, waarin het naakte menselijk lichaam een terugkerend motief is. 
Frequent thema in zijn films is de mens in zijn isolement.

## Enkele beeldhouwwerken
- buste van Prof. Dr. J.A.K.E. de Waele (2025), Radboud Universiteit, Nijmegen
- Trojan Kore, Corinthian Kore (2022), Museum Moore Ruurlo
- Uil (2016), Erasmus MC, Rotterdam
- The Embrace (2016), Prinses Margriet, Het Nederlandse Rode Kruis, Den Haag
- Panta Rhei (2014), Zeeweg, Overveen
- buste van Koning Willem-Alexander (2013), bij museum De Pont in Tilburg, het ministerie van Sociale Zaken, Gemeente Nijmegen en 5 andere gemeentes
- De Denker, de Ziener, de Doener (2012), Evoluon Eindhoven
- Encerrado, Vissi d'Arte (1998), De Baak, Noordwijk
- Het Enigma, Jeune femme assist comme Flandrin en Dopo Belvedere (1997), Landgoed Elswout, Overveen

## Publicaties
- Als de netels branden - gedicht (2025)
- Over lijf - bespiegelingen (2024)
- Als zelfs je passer hoeken trekt - gedicht (2024)
- De lijn - gedicht (2024)
- Found in translation - expositiebundel (2023)
- Toen vandaag nog gisteren was - gedichtenbundel (2021)
- Omtrekkende bewegingen - monografie (2019)
- Niets kan mij gebeuren - gedichtenbundel (2017)
- Zamel jou - gedicht (2016)
- Vissi d'arte - monografie (2005)

## Filmografie
- Tears (2025)
- Caught (2024)
- Kom aan mij tekort (2020)
- Un pas d'une (2019)
- The clash (2016)
- Door de passen heen (2008)
- Utopia (1978)
- Nolens Volens (1966)